# Commission consultative du Parti communiste chinois
 (avril 2018).
Si vous disposez d'ouvrages ou d'articles de référence ou si vous connaissez des sites web de qualité traitant du thème abordé ici, merci de compléter l'article en donnant les références utiles à sa vérifiabilité et en les liant à la section « Notes et références ».
La Commission consultative du Parti communiste chinois (chinois simplifié: 中央顾问委员会; chinois traditionnel: 中央顧問委員會; pinyin: Zhōngyāng Gùwèn Wěiyuánhuì) était un organe du Parti communiste chinois qui existait à l'époque de Deng Xiaoping. La commission était censé fournir une assistance de consultation politique au Comité central.
Cependant, étant donné que les membres était un groupe restreint de cadres supérieurs du parti, les conseils donnés par cette commission ont systématiquement été appliqué à la lettre par le Comité central.

## Historique
La Commission a été créée lors du 12e congrès du parti en 1982 et a été abolit en 1992. Ses présidents furent Deng Xiaoping (1982-1987) et Chen Yun (1987-1992).
Pour devenir membre de la commission, il fallait avoir été membre du Comité central pendant plus de quarante ans; tandis que le président et les vice-présidents de la commission était tenu d'avoir été membre du Politburo ou de son comité permanent.
Cette commission rappelait le concept des Huit Immortels.
En dépit d'avoir un rôle soi-disant consultatif, son pouvoir a dépassé celui du Comité permanent du Politburo et a été surnommé le comité de séance en raison de l'âge avancé de ses membres.